# Alpillina
Alpillina es un género de foraminífero bentónico de la subfamilia Orbitolininae, de la familia Orbitolinidae, de la superfamilia Orbitolinoidea, del suborden Orbitolinina y del orden Loftusiida. Su especie tipo es Alpillina antiqua. Su rango cronoestratigráfico abarca el Barremiense (Cretácico inferior).

## Discusión
Clasificaciones previas incluían Alpillina en el suborden Textulariina del orden Textulariida o en el orden Lituolida.

## Clasificación
Alpillina incluye a la siguiente especie:
- Alpillina antiqua †